# Championnats des quatre continents de patinage artistique 2020
Navigation
Édition précédente Édition suivante
Les Championnats des quatre continents de patinage artistique 2020 ont lieu du 4 au 9 février 2020 au Mokdong Ice Rink de Séoul en Corée du Sud.

## Qualifications
Les patineurs sont éligibles à l'épreuve s'ils représentent une nation non européenne membre de l'Union internationale de patinage (International Skating Union en anglais) et s'ils ont atteint l'âge de 15 ans avant le 1er juillet 2019 dans leur pays de naissance. La compétition correspondante pour les patineurs européens est le championnat d'Europe 2020. Les fédérations nationales sélectionnent leurs patineurs en fonction de leurs propres critères, mais l'Union internationale de patinage exige un score minimum d'éléments techniques (Technical Elements Score en anglais) lors d'une compétition internationale avant les championnats des Quatre Continents.

### Score minimum d'éléments techniques
L'Union internationale de patinage stipule que les notes minimales doivent être obtenues lors d'une compétition internationale senior reconnue par elle-même au cours de la saison en cours ou précédente, au plus tard 21 jours avant le premier jour d'entraînement officiel.
| Score minimum d'éléments techniques                                                         | Score minimum d'éléments techniques | Score minimum d'éléments techniques |
| Discipline                                                                                  | Programme court                     | Programme libre                     |
| Messieurs                                                                                   | 28.00                               | 46.00                               |
| Dames                                                                                       | 23.00                               | 40.00                               |
| Couples                                                                                     | 25.00                               | 42.00                               |
| Danse sur glace                                                                             | 28.00                               | 44.00                               |
| ------------------------------------------------------------------------------------------- | ----------------------------------- | ----------------------------------- |
| Les scores des programmes courts et libres peuvent être obtenus à différentes compétitions. |                                     |                                     |

### Nombre d'inscriptions par discipline
Chaque nation membre qualifiée peut avoir jusqu'à trois inscriptions par discipline.

## Podiums
| Épreuves                            | Or                         | Argent                      | Bronze                                  |
| ----------------------------------- | -------------------------- | --------------------------- | --------------------------------------- |
| Messieurs résultats détaillés       | Yuzuru Hanyu               | Jason Brown                 | Yuma Kagiyama                           |
| Dames résultats détaillés           | Rika Kihira                | You Young                   | Bradie Tennell                          |
| Couples résultats détaillés         | Sui Wenjing / Han Cong     | Peng Cheng / Jin Yang       | Kirsten Moore-Towers / Michael Marinaro |
| Danse sur glace résultats détaillés | Madison Chock / Evan Bates | Piper Gilles / Paul Poirier | Madison Hubbell / Zachary Donohue       |

## Tableau des médailles
| Rang  | Nation       | Or | Argent | Bronze | Total |
| ----- | ------------ | -- | ------ | ------ | ----- |
| 1     | Japon        | 2  | 0      | 1      | 3     |
| 2     | États-Unis   | 1  | 1      | 2      | 4     |
| 3     | Chine        | 1  | 1      | 0      | 2     |
| 4     | Canada       | 0  | 1      | 1      | 2     |
| 5     | Corée du Sud | 0  | 1      | 0      | 1     |
| Total | Total        | 4  | 4      | 4      | 12    |

## Détails des compétitions

### Messieurs
| Rang                                        | Nom                   | Nation         | Points | Programme court | Programme court | Programme libre | Programme libre |
| ------------------------------------------- | --------------------- | -------------- | ------ | --------------- | --------------- | --------------- | --------------- |
| 1                                           | Yuzuru Hanyu          | Japon          | 299.42 | 1               | 111.82          | 1               | 187.60          |
| 2                                           | Jason Brown           | États-Unis     | 274.82 | 3               | 94.71           | 2               | 180.11          |
| 3                                           | Yuma Kagiyama         | Japon          | 270.61 | 5               | 91.61           | 3               | 179.00          |
| 4                                           | Jin Boyang            | Chine          | 267.67 | 2               | 95.83           | 5               | 171.84          |
| 5                                           | Cha Jun-hwan          | Corée du Sud   | 265.43 | 6               | 90.37           | 4               | 175.06          |
| 6                                           | Nam Nguyen            | Canada         | 251.60 | 9               | 85.24           | 6               | 166.36          |
| 7                                           | Kazuki Tomono         | Japon          | 251.05 | 7               | 88.22           | 7               | 162.83          |
| 8                                           | Keegan Messing        | Canada         | 243.93 | 4               | 94.03           | 10              | 149.90          |
| 9                                           | Tomoki Hiwatashi      | États-Unis     | 240.78 | 8               | 88.09           | 9               | 152.69          |
| 10                                          | Yan Han               | Chine          | 239.41 | 11              | 82.32           | 8               | 157.09          |
| 11                                          | Camden Pulkinen       | États-Unis     | 226.82 | 10              | 84.66           | 11              | 142.16          |
| 12                                          | Brendan Kerry         | Australie      | 213.11 | 12              | 76.70           | 14              | 136.41          |
| 13                                          | Zhang He              | Chine          | 210.06 | 15              | 71.58           | 12              | 138.48          |
| 14                                          | Lee Si-hyeong         | Corée du Sud   | 203.50 | 16              | 67.00           | 13              | 136.50          |
| 15                                          | Donovan Carrillo      | Mexique        | 201.09 | 13              | 73.13           | 16              | 127.96          |
| 16                                          | Roman Sadovsky        | Canada         | 200.50 | 17              | 65.87           | 15              | 134.63          |
| 17                                          | Lee June-hyoung       | Corée du Sud   | 198.95 | 14              | 72.74           | 17              | 126.21          |
| 18                                          | Christopher Caluza    | Philippines    | 171.45 | 20              | 60.70           | 18              | 110.75          |
| 19                                          | James Min             | Australie      | 167.81 | 21              | 59.71           | 19              | 108.10          |
| 20                                          | Edrian Paul Celestino | Philippines    | 167.65 | 18              | 65.11           | 21              | 102.54          |
| 21                                          | Micah Kai Lynette     | Thaïlande      | 156.71 | 23              | 50.77           | 20              | 105.94          |
| 22                                          | Harrison Jon-Yen Wong | Hong Kong      | 155.30 | 22              | 56.98           | 22              | 98.32           |
| 23                                          | Tsao Chih-i           | Taipei chinois | 152.80 | 19              | 62.50           | 24              | 90.30           |
| 24                                          | Jordan Dodds          | Australie      | 148.78 | 24              | 50.74           | 23              | 98.04           |
| Patineurs éliminés après le programme court |                       |                |        |                 |                 |                 |                 |
| 25                                          | Micah Tang            | Taipei chinois |        | 25              | 45.91           | NC              | NC              |

### Dames
| Rang | Nom                     | Nation         | Points | Programme court | Programme court | Programme libre | Programme libre |
| ---- | ----------------------- | -------------- | ------ | --------------- | --------------- | --------------- | --------------- |
| 1    | Rika Kihira             | Japon          | 232.34 | 1               | 81.18           | 1               | 151.16          |
| 2    | You Young               | Corée du Sud   | 223.23 | 3               | 73.55           | 2               | 149.68          |
| 3    | Bradie Tennell          | États-Unis     | 222.97 | 2               | 75.93           | 3               | 147.04          |
| 4    | Wakaba Higuchi          | Japon          | 207.46 | 5               | 72.95           | 5               | 134.51          |
| 5    | Kaori Sakamoto          | Japon          | 202.79 | 4               | 73.07           | 8               | 129.72          |
| 6    | Kim Ye-lim              | Corée du Sud   | 202.76 | 7               | 68.10           | 4               | 134.66          |
| 7    | Karen Chen              | États-Unis     | 201.06 | 8               | 67.28           | 6               | 133.78          |
| 8    | Lim Eun-soo             | Corée du Sud   | 200.59 | 6               | 68.40           | 7               | 132.19          |
| 9    | Amber Glenn             | États-Unis     | 190.83 | 9               | 65.39           | 9               | 125.44          |
| 10   | Alicia Pineault         | Canada         | 173.55 | 10              | 57.09           | 10              | 116.46          |
| 11   | Chen Hongyi             | Chine          | 167.26 | 11              | 56.81           | 11              | 110.45          |
| 12   | Kailani Craine          | Australie      | 161.15 | 13              | 54.93           | 13              | 106.22          |
| 13   | Zhu Yi                  | Chine          | 155.41 | 12              | 55.53           | 14              | 99.88           |
| 14   | Alison Schumacher       | Canada         | 150.73 | 18              | 42.55           | 12              | 108.18          |
| 15   | Emily Bausback          | Canada         | 147.23 | 14              | 49.10           | 15              | 98.13           |
| 16   | Andrea Montesinos Cantú | Mexique        | 135.24 | 15              | 47.40           | 18              | 87.84           |
| 17   | Jenny Shyu              | Taipei chinois | 134.80 | 16              | 44.95           | 16              | 89.85           |
| 18   | Alisson Perticheto      | Philippines    | 129.99 | 19              | 40.67           | 17              | 89.32           |
| 19   | Cheuk Ka Kahlen Cheung  | Hong Kong      | 121.29 | 17              | 44.73           | 20              | 76.56           |
| 20   | Amy Lin                 | Taipei chinois | 116.97 | 20              | 40.29           | 19              | 76.68           |
| 21   | Aiza Mambekova          | Kazakhstan     | 107.68 | 21              | 37.91           | 21              | 69.77           |

### Couples
| Rang    | Nom                                      | Nation      | Points | Programme court | Programme court | Programme libre | Programme libre |
| ------- | ---------------------------------------- | ----------- | ------ | --------------- | --------------- | --------------- | --------------- |
| 1       | Sui Wenjing / Han Cong                   | Chine       | 217.51 | 3               | 73.17           | 1               | 144.34          |
| 2       | Peng Cheng / Jin Yang                    | Chine       | 213.29 | 2               | 75.96           | 2               | 137.33          |
| 3       | Kirsten Moore-Towers / Michael Marinaro  | Canada      | 201.80 | 1               | 76.36           | 4               | 125.44          |
| 4       | Jessica Calalang / Brian Johnson         | États-Unis  | 196.15 | 4               | 67.76           | 3               | 128.39          |
| 5       | Tarah Kayne / Daniel O'Shea              | États-Unis  | 186.20 | 7               | 62.65           | 5               | 123.55          |
| 6       | Evelyn Walsh / Trennt Michaud            | Canada      | 177.58 | 6               | 62.97           | 6               | 114.61          |
| 7       | Liubov Ilyushechkina / Charlie Bilodeau  | Canada      | 171.32 | 8               | 57.87           | 7               | 113.45          |
| 8       | Riku Miura / Ryuichi Kihara              | Japon       | 167.50 | 9               | 57.45           | 8               | 110.05          |
| 9       | Isabella Gamez / David-Alexandre Paradis | Philippines | 127.43 | 10              | 47.34           | 9               | 80.09           |
| Abandon | Alexa Scimeca Knierim / Chris Knierim    | États-Unis  |        | 5               | 63.14           |                 |                 |
| Forfait | Tang Feiyao / Yang Yongchao              | Chine       |        | NC              | NC              | NC              | NC              |

### Danse sur glace
| Rang | Nom                                   | Nation       | Points | Danse rythmique | Danse rythmique | Danse libre | Danse libre |
| ---- | ------------------------------------- | ------------ | ------ | --------------- | --------------- | ----------- | ----------- |
| 1    | Madison Chock / Evan Bates            | États-Unis   | 213.18 | 2               | 85.76           | 1           | 127.42      |
| 2    | Piper Gilles / Paul Poirier           | Canada       | 210.18 | 3               | 83.92           | 2           | 126.26      |
| 3    | Madison Hubbell / Zachary Donohue     | États-Unis   | 208.72 | 1               | 85.95           | 3           | 122.77      |
| 4    | Wang Shiyue / Liu Xinyu               | Chine        | 196.75 | 4               | 77.45           | 4           | 119.30      |
| 5    | Marjorie Lajoie / Zachary Lagha       | Canada       | 192.11 | 5               | 76.43           | 6           | 115.68      |
| 6    | Kaitlin Hawayek / Jean-Luc Baker      | États-Unis   | 188.49 | 7               | 71.93           | 5           | 116.56      |
| 7    | Carolane Soucisse / Shane Firus       | Canada       | 174.41 | 6               | 73.32           | 7           | 101.09      |
| 8    | Min Yu-ra / Daniel Eaton              | Corée du Sud | 163.26 | 8               | 64.38           | 8           | 98.88       |
| 9    | Holly Harris / Jason Chan             | Australie    | 161.05 | 10              | 62.83           | 9           | 98.22       |
| 10   | Chen Hong / Sun Zhuoming              | Chine        | 158.70 | 9               | 63.22           | 11          | 95.48       |
| 11   | Misato Komatsubara / Tim Koleto       | Japon        | 157.20 | 11              | 61.45           | 10          | 95.75       |
| 12   | Ning Wanqi / Wang Chao                | Chine        | 145.22 | 12              | 59.18           | 12          | 86.04       |
| 13   | Rikako Fukase / Oliver Zhang          | Japon        | 143.94 | 14              | 58.13           | 13          | 85.81       |
| 14   | Chantelle Kerry / Andrew Dodds        | Australie    | 143.59 | 13              | 58.30           | 14          | 85.29       |
| 15   | Matilda Friend / William Badaoui      | Australie    | 137.36 | 15              | 55.80           | 16          | 81.56       |
| 16   | Maxine Weatherby / Temirlan Yerzhanov | Kazakhstan   | 132.27 | 16              | 50.33           | 15          | 81.94       |